# 烏拉希夫卡
49°34′13″N 30°27′33″E / 49.57028°N 30.45917°E
烏拉希夫卡（烏克蘭語：Улашівка）是位於烏克蘭北部的村莊，由基辅州白采爾克瓦區的塔拉夏市鎮負責管轄。該村面積1.87平方公里，海拔高度178米，2001年人口249，人口密度每平方公里132.9人。